# پایگاه آب‌نشین پاولوف هاربر، آلاسکا
 پایگاه آب‌نشین پاولوف هاربر، آلاسکا (به انگلیسی: Pauloff Harbor, Alaska) یک فرودگاه همگانی با کد یاتا KPH است که یک باند فرود آب دارد و طول باند آن ۹۱۴ متر است. این فرودگاه در کشور ایالات متحده آمریکا قرار دارد و در ارتفاع ۰ متری از سطح دریا واقع شده‌است.